# Little Kid und seine kesse Bande
Little Kid und seine kesse Bande (Originaltitel: Kid il monello del West) ist eine 1973 entstandene Parodie auf Italowestern, in denen Kinder die Protagonisten darstellen.

## Inhalt
Ein Junge mit großer Vorstellungskraft erlauscht ein Gespräch von Gangstern, die eine Bank überfallen wollen. Er beschließt, ihnen zuvorzukommen und raubt die Bank mit einer Kinderbande aus. Als die Gesetzlosen versuchen, das Geld in ihre Hände zu bekommen, stellt er ihnen mit Hilfe des Sheriffs eine Falle.

## Kritik
„Primitive, mit allen Klischees der Gattung ausgestattete Mischung aus Parodie und Kinder-Version des Italowesterns, die darauf hofft, daß sich die sattsam bekannten Sprüche aus Kindermund witzig anhören.“

„Natürlich ist es ganz drollig, wenn… die üblichen Machorituale der Westernwelt durch den Kakao gezogen werden, aber nach fünf Minuten weiß man ganz einfach Bescheid.“

## Sonstiges
- Den Filmsong La banda del West interpretiert Renata Cortiglioni.
- Die Idee des Filmes, Kinder in Erwachsenenrollen zu zeigen, ist eine Vorwegnahme von Bugsy Malone.